# Тимирязево (Багратионовский район)
Тимирязево — посёлок в Багратионовском районе Калининградской области России. До 2017 года входил в состав Пограничного сельского поселения.

## География
Посёлок Тимирязево расположен на юго-западе Калининградской области, в 7,3 км к северу от российско-польской государственной границы, в 38,2 км по прямой к западо-северо-западу от районного центра, города Багратионовска, в 30,3 км — к юго-западу от областного центра, города Калининграда.

## История
Поселения на месте современного Тимирязева относятся к исторической области древней Пруссии именем Вармия.
Населенный пункт Невеккен впервые упоминается в 1300 году, в 1910 году его население составляло 36 жителей.
Населенный пункт Раушник впервые упоминается в 1352 году, в 1910 году его население составляло 60 жителей.
Поселение Паплаукен впервые упоминается в документах 1406 года, в 1910 году в нем проживало 42 человека.
По итогам Второй Мировой войны населённые пункты переданы в состав СССР вкупе со всей северной частью Восточной Пруссии.
В 1950 году Раушник, Паплаукен и Невеккен были объединены в поселок Тимирязево.

## Население
| 2002 | 2010 |
| ---- | ---- |
| 26   | ↘19  |